# Peredur ap Gwynedd
Peredur ap Gwynedd (* 31. prosince 1969, Pontypool, Wales) je velšský kytarista. Narodil se a vyrůstal v Jižním Walesu a v současnosti žije v Londýně. Jeho bratr Rheinallt ap Gwynedd byl baskytaristou ve skupině Apollo 440 a jeho sestra Llinor ap Gwynedd je herečka.
Peredur byl porotcem velšské talentové show Waw Ffactor a byl kytaristou pro hudebníky jako Natalie Imbruglia, Norman Cook, Sophie Ellis-Bextor a Mylène Farmer. V roce 2006 se stal členem australské drum and bassové skupiny Pendulum, s níž dříve pracoval na jejich skladbě „Girl in the Fire“. Se skupinou Pendulum se podílel na albech In Silico a Immersion.